# Sladek, der schwarze Reichswehrmann
Sladek, (entstanden 1927), auch: Sladek, der schwarze Reichswehrmann oder Sladek oder: Die schwarze Armee (siehe Veröffentlichungsgeschichte) ist ein Bühnenstück des deutsch schreibenden Schriftstellers ungarischer Staatsbürgerschaft Ödön von Horváth. Es behandelt ein mörderisches Kapitel der Weimarer Republik: die Schwarze Reichswehr.

Horváth selbst sagte 1929, anlässlich der Uraufführung von Sladek, der schwarze Reichswehrmann in einem Interview mit der Berliner Zeitung Tempo: 
„Sladek ist als Figur ein völlig aus unserer Zeit herausgeborener und nur durch sie erklärbarer Typ; er ist, wie ein Berliner Verleger ihn einmal nannte, eine Gestalt, die zwischen Büchners Wozzeck und dem Schwejk liegt. Ein ausgesprochener Vertreter jener Jugend, jenes ‚Jahrgangs 1902‘, der in seiner Pubertät die ‚große Zeit‘, Krieg und Inflation, mitgemacht hat, ist er der Typus des Traditionslosen, Entwurzelten, dem jedes feste Fundament fehlt, und der so zum Prototyp des Mitläufers wird. Ohne eigentlich Mörder zu sein, begeht er einen Mord. Ein pessimistischer Sucher, liebt er die Gerechtigkeit … ohne daß er an sie glaubt, er hat keinen Boden, keine Front.“

## Handlung
Die Handlung spielt um das Jahr 1923, wobei die politischen Entwicklungen in der Weimarer Republik den historischen Hintergrund des Stücks darstellen.
Ein Journalist namens Franz, der das Treiben der Schwarzen Reichswehr aufdecken will, wird zu Beginn des Stückes von Mitgliedern ebendieser Reichswehr verprügelt und gefangen genommen, weil er sich gegen einen erneuten Krieg und die Dolchstoßlegende ausgesprochen hat.
Sladek, ein junger Mann und noch nicht lange Teil der Reichswehr, der zu Beginn des Stückes als „Vierter Hakenkreuzler“ betitelt wird, ist dabei, als Franz verprügelt wird. Er hat Franz nach eigener Aussage selbst jedoch nicht geschlagen. Er stimmt ihm teilweise sogar zu, nennt ihn jedoch einen „Idealisten“ und sagt bei seiner Vorstellung über sich selbst: „Ich heiße Sladek. – Man muß nur selbstständig denken. Ich denk viel. Ich denk den ganzen Tag.“
Im weiteren Verlauf der Handlung bringen die Männer der Schwarzen Reichswehr die Gastmutter und Geliebte Sladeks um, aus Furcht, sie könnte die Existenz der Armee verraten. Schließlich wird Sladek, der den Mord selbst nicht begangen hat, vor Gericht gestellt. Der Rechtsanwalt plädiert auf mildernde Umstände für Sladek, denn: „Hier sitzt die Zeit der Inflation.“ Dem widerspricht Sladek jedoch: „Ich bitte, mich als Menschen zu betrachten und nicht als Zeit“ und bleibt damit dem Anspruch an sich selbst, selbst zu denken und zu handeln, treu. Um einer Verurteilung zu entgehen, flieht Sladek schließlich aus Deutschland.

## Veröffentlichungsgeschichte
Von Horváths Sladek liegen zwei Fassungen vor. Die erste Fassung entstand bereits 1928 unter dem Titel Sladek oder: Die schwarze Armee. Historie in drei Akten und erschien in der Volksbühnen-Verlags und Vertriebsgesellschaft m.b.H, Berlin. Diese erste Fassung schrieb Horváth 1929 zur zweiten Fassung mit dem Titel Sladek, der schwarze Reichswehrmann. Historie aus dem Zeitalter der Inflation in drei Akten um.
Der Schriftsteller und Horváth-Experte Traugott Krischke vermutet, dass politische Veränderungen – der Rücktritt des durch geheime Finanzgeschäfte diskreditierten Reichswehrministers Otto Geßler und seine Ablöse durch den republikstreuen Wilhelm Groener – den Ausschlag für die Umarbeitung gaben. Dieser hatte sich bereits Mitte März 1928 „zu einem gesunden und vernünftigen Pazifismus“ bekannt, allerdings zu keinem, der einer „knechtischen Gesinnung“ entspringt. Die unmittelbare Bedrohung der Republik schien damit und durch den Ausgang der Wahlen zum vierten Reichstag im Mai 1928 nicht mehr gegeben.

## Aufführungen
Sladek, der schwarze Reichswehrmann wurde am 13. Oktober 1929 auf der „Aktuellen Bühne“ im Berliner Lessing-Theater uraufgeführt. Regie führte Erich Fisch, das Bühnenbild stammte von Elfriede Liebthal.
Sladek oder: Die schwarze Armee, die erste Fassung des Stücks, wurde erst am 26. März 1972 an den Münchner Kammerspielen in der Inszenierung von Oswald Döpke uraufgeführt.

## Ausgaben
- Ödön von Horváth: Sladek. Suhrkamp Verlag, Frankfurt am Main, 1983. ISBN 3-518-37552-0